# Podomyrma ruficeps
Podomyrma ruficeps é uma espécie de formiga do gênero Podomyrma, pertencente à subfamília Myrmicinae.